# Korea Stamp Corporation
La Korea Stamp Corporation (« Entreprise coréenne de timbres-poste » en français) est l'autorité d'émission de timbres-poste en Corée du Nord,.